# Aphis baccharicola
Aphis baccharicola — вид напівтвердокрилих комах родини справжні попелиці (Aphididae).

## Опис
Тіло зеленого забарвлення, сягає 1,4-1,7 мм завдовжки.

## Спосіб життя
Живиться соками трав на рослинах роду Baccharis родини айстрових (Asteraceae), що поширені у Північній Америці. Найчастіше зустрічається на Baccharis pilularis.